# Fred Paul
Fred Paul (1880-1967) fue un actor y director británico, nacido en Suiza. Nació en Lausana, pero muy joven se mudó al Reino Unido. Fue un actor prolífico de las décadas de 1910 y  de 1920, pero su carrera descendió dramáticamente con la llegada del cine sonoro.

## Filmografía

### Década de 1910
- Infelice (1915)
- The Love Trail (1915)
- Whoso Is Without Sin (1916)
- The Vicar of Wakefield (1916)
- The New Clown (1916)
- Still Waters Run Deep (1916)
- Lady Windermere's Fan (1916)
- Dr. Wake's Patient (1916)
- The Second Mrs. Tanqueray (1916)
- Masks and Faces (1917)
- The Lyons Mail (1919)
- Her Greatest Performance (1919)

### Década de 1920
- Uncle Dick's Darling (1920)
- The Money Moon (1920)
- The Little Welsh Girl (1920)
- The Lights of Home (1920)
- The English Rose (1920)
- The Duchess of Seven Dials (1920)
- Lady Tetley's Decree (1920)
- The House on the Marsh (1920)
- The Woman Upstairs (1921)
- The Upper Hand (1921)
- The Sting of Death (1921)
- The Return (1921)
- The Oath (película de 1921|The Oath]] (1921)
- The Nurse (1921)
- The Last Appeal (1921)
- The Happy Pair (1921)
- The The Guardian of Honour (1921)
- The Gentle Doctor (1921)
- The Flirtations of Phyllis (1921)
- The Flat(1921)
- Polly (1921)
- Mary's Work (1921)
- Delilah (1921)
- A Woman Misunderstood (1921)
- A Voice from the Dead (1921)
- A Game for Two (1921)
- The Faithful Heart (1922)
- Brown Sugar (1922)
- If Four Walls Told (1922)
- The Right to Strike (1923)
- Castles in the Air (1923)
- The Hotel Mouse (1923)
- The Midnight Summons (1924)
- The Green Mist (1924)
- The Golden Pomegranates (1924)
- The Coughing Horror (1924)
- The Cafe L'Egypte (1924)
- Karamaneh (1924)
- Greywater Park (1924)
- Cragmire Tower (1924)
- The Last Witness (1925)
- Thou Fool (1926)
- Safety First (1926)
- Guy of Warwick (1926)
- The Luck of the Navy (1927)
- The Broken Melody (1929)

### Década de 1930
- Romany Love (1931)
- In a Lotus Garden (1931)